# Fil-fil

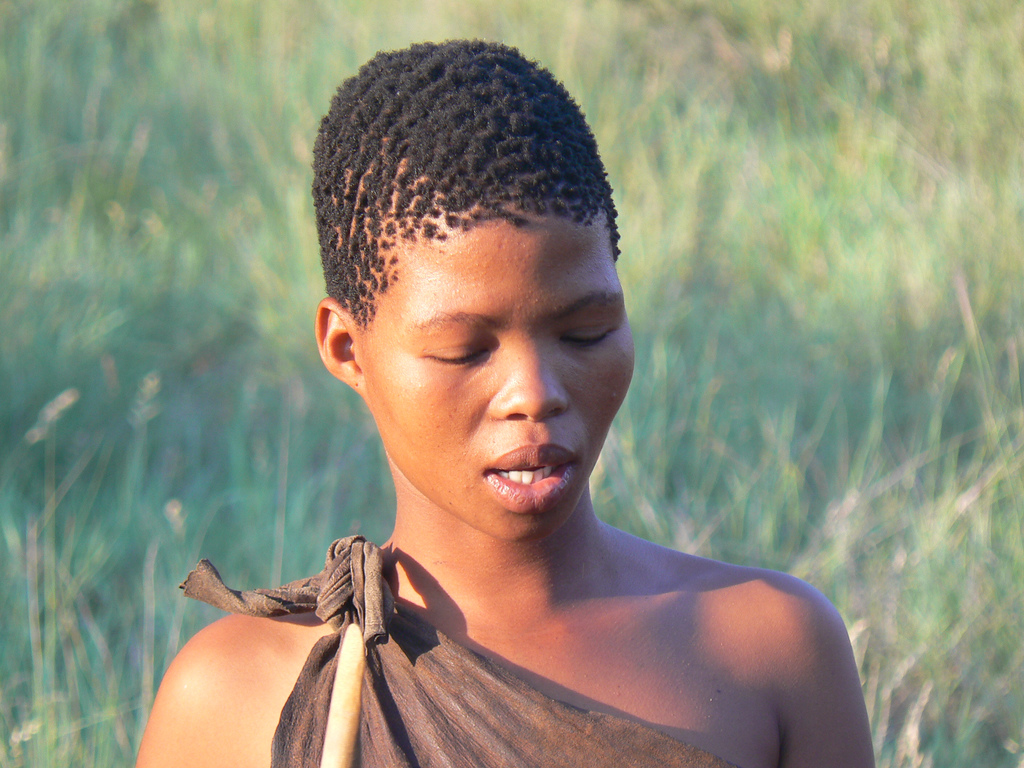
Buszmenka

Fil-fil – typ owłosienia czarnej rasy człowieka, charakteryzujący się mocnym skręceniem kępek włosów na głowie. Typ owłosienia fil-fil mają Buszmeni i Khoikhoi (Hotentoci).